# 김정현 (1979년)
김정현(한국 한자: 金正炫, 1979년 4월 1일 ~ )은 대한민국의 전 축구 선수이며, 포지션은 미드필더였다.